# Nhóm nguyên tố 16
Nhóm nguyên tố 16 là nhóm gồm các nguyên tố phi kim: oxy (O), lưu huỳnh (S) và selen (Se); á kim: telu (Te) và poloni (Po); kim loại: livermori (Lv). một số nguyên tố trong nhóm có nhiều trong các quặng, ví dụ như trong FeS2 hay AuTe2.
Nhóm này còn có tên gọi khác là nhóm oxy hay nhóm chalcogen
Đặc biệt: Tuy oxy trong suốt ở thể khí nhưng chuyển thành màu xanh ở thể lỏng.